# کلیر لیک (تگزاس)
کلیر لیک، تگزاس(به انگلیسی: Clear Lake, Texas) شهری در ایالت تگزاس از ایالات جنوبی ایالات متحده آمریکا است.